# Marta Rivera de la Cruz
Marta Rivera de la Cruz, née le 4 juin 1970, est une femme politique espagnole membre de Ciudadanos.
Elle est élue députée de la circonscription de Madrid lors des élections générales de décembre 2015.

## Biographie

### Vie privée
Elle parle castillan, anglais, portugais et galicien.

### Profession
Marta Rivera de la Cruz est titulaire d'une licence en journalisme par l'Université complutense de Madrid. Elle est spécialiste en communication politique. Elle est aussi écrivaine.

### Carrière politique
Elle a été membre du parti Ciudadanos de la Comunidad de Madrid jusqu'au 7 mai 2021, date à laquelle elle a quitté le parti. Elle a été membre de la Chambre des représentants du 2016 à 2019. Ensuite, élue ministre de la Culture et du Tourisme de la Communauté de Madrid dans le gouvernement de coalition PP-C présidé par Isabel Díaz Ayuso. Après l’échec de l’accord gouvernemental en mars 2021, Marta Rivera a été démise de ses fonctions, ainsi que d’autres membres du conseil municipal de Ciudadanos.  Rivera a ensuite quitté le parti et, après les élections générales de 2021 à Madrid, la présidente Isabel Díaz Ayuso l'a nomine au poste de ministre de la Culture, des Sports et du Tourisme, poste qu'elle occupe actuellement.